# آسپارتیل گلوکزآمینوری
آسپارتیل گلوکزآمینوری (Aspartylglucosaminuria), نوعی از الیگوساکاریدوز است.

## علائم بالینی
زمان تولد و دوره نوزادی: طبیعی.
دوره شیرخوارگی: در یک تا پنج سالگی کوتاهی قد، کدورت عدسی و اسپاستیسیتی، عقب ماندگی ذهنی، تاخیر در تکلم، درگیری عصبی پیشرونده، دیسوستوزیس مالتی پلکس، تغییرات مهره‌ها، فتق، بزرگی کبد و بزرگی طحال و اختلالات رفتاری شایع است. مبتلایان تا بزرگسالی زندگی می‌کنند.

## نقص آنزیم
نقص در آنزیم آسپارتیل گلوکزآمیناز.

## توارث ژنتیکی
اتوزومی مغلوب.

## میزان بروز
یک مورد در هر ۱۷ هزار تولد زنده در فنلاند.

## روش تشخیص
- بررسی آنزیم: در گلبولهای سفید و فیبروبلاستها.
- کروماتوگرافی لایه نازک ادرار: برای الیگوساکاریدها مثبت است.

## درمان
ناشناخته.

## آزمون تشخیص قبل از تولد
بررسی آنزیم در آمنیوسیتهای کشت شده یا نمونه پرز کوریونی.